# 埃爾羅夫萊 (蘇克雷省)
埃爾羅夫萊是哥倫比亞的城鎮，位於該國北部，由蘇克雷省負責管轄，距離首府辛塞萊霍38公里，始建於1800年，面積206平方公里，海拔高度84米，2005年人口8,469。

## 外部連結
- （西班牙文） Gobernacion de Sucre - El Roble

9°06′N 75°12′W / 9.1°N 75.2°W